# Conceição (Paraíba)
Conceição, amtlich Município de Conceição, ist eine Gemeinde im brasilianischen Bundesstaat Paraíba. Im Jahr 2019 lebten hier etwa 18.982 Menschen.

## Stadtteile
- Centro
- São José
- Nossa de Fátima
- São Geraldo
- Novo Horizonte

## Söhne und Töchter der Gemeinde
- José de Lima Siqueira (1907–1985), Dirigent und Komponist
- Elba Ramalho (* 1951), Musikerin